# Laguenne-sur-Avalouze
Laguenne-sur-Avalouze est une commune nouvelle française résultant de la fusion le 1er janvier 2019 des communes de Laguenne et Saint-Bonnet-Avalouze, située dans le département de la Corrèze, en région Nouvelle-Aquitaine.

## Géographie
Laguenne-sur-Avalouze est une commune nouvelle composée de Laguenne à l'ouest et Saint-Bonnet-Avalouze, à l'est. Elle est arrosée par la Montane et la Saint-Bonnette. Le cours d'eau qui résulte de leur confluence, Montane pour certaines sources, Saint-Bonnette pour d'autres, se jette dans la Corrèze, à l'extrême nord-ouest du territoire communal, en limite de Tulle.

### Communes limitrophes
Les communes limitrophes sont  Chanac-les-Mines, Espagnac, Ladignac-sur-Rondelles, Saint-Martial-de-Gimel, Sainte-Fortunade et Tulle.

### Climat
Pour des articles plus généraux, voir Climat de la Nouvelle-Aquitaine et Climat de la Corrèze.
Historiquement, la commune est exposée à un climat montagnard.  
En 2020, Météo-France publie une typologie des climats de la France métropolitaine dans laquelle la commune est exposée à un climat de montagne et est dans la région climatique Ouest et nord-ouest du Massif Central, caractérisée par une pluviométrie annuelle de 900 à 1 500 mm, maximale en automne et en hiver.
Pour la période 1971-2000, la température annuelle moyenne est de 11,8 °C, avec  une amplitude thermique annuelle de 15,2 °C. Le cumul annuel moyen de précipitations est de 1 159 mm, avec 12,7 jours de précipitations en janvier et 7,6 jours en juillet. Pour la période 1991-2020, la température moyenne annuelle observée sur la station météorologique la plus proche, située sur la commune de Tulle à 3 km à vol d'oiseau, est de 12,1 °C et le cumul annuel moyen de précipitations est de 1 236,1 mm,. Pour l'avenir, les paramètres climatiques de la commune estimés pour 2050 selon différents scénarios d’émission de gaz à effet de serre sont consultables sur un site dédié publié par Météo-France en novembre 2022.

## Urbanisme

### Typologie
Au 1er janvier 2024, Laguenne-sur-Avalouze est catégorisée petite ville, selon la nouvelle grille communale de densité à 7 niveaux définie par l'Insee en 2022.
Elle appartient à l'unité urbaine de Tulle, une agglomération intra-départementale dont elle est une commune de la banlieue,. Par ailleurs la commune fait partie de l'aire d'attraction de Tulle, dont elle est une commune du pôle principal,. Cette aire, qui regroupe 43 communes, est catégorisée dans les aires de moins de 50 000 habitants,.

### Risques majeurs
Le territoire de la commune de Laguenne-sur-Avalouze est vulnérable à différents aléas naturels : météorologiques (tempête, orage, neige, grand froid, canicule ou sécheresse), inondations, feux de forêts, mouvements de terrains et séisme (sismicité très faible). Il est également exposé à un risque particulier : le risque de radon. Un site publié par le BRGM permet d'évaluer simplement et rapidement les risques d'un bien localisé soit par son adresse soit par le numéro de sa parcelle.

#### Risques naturels

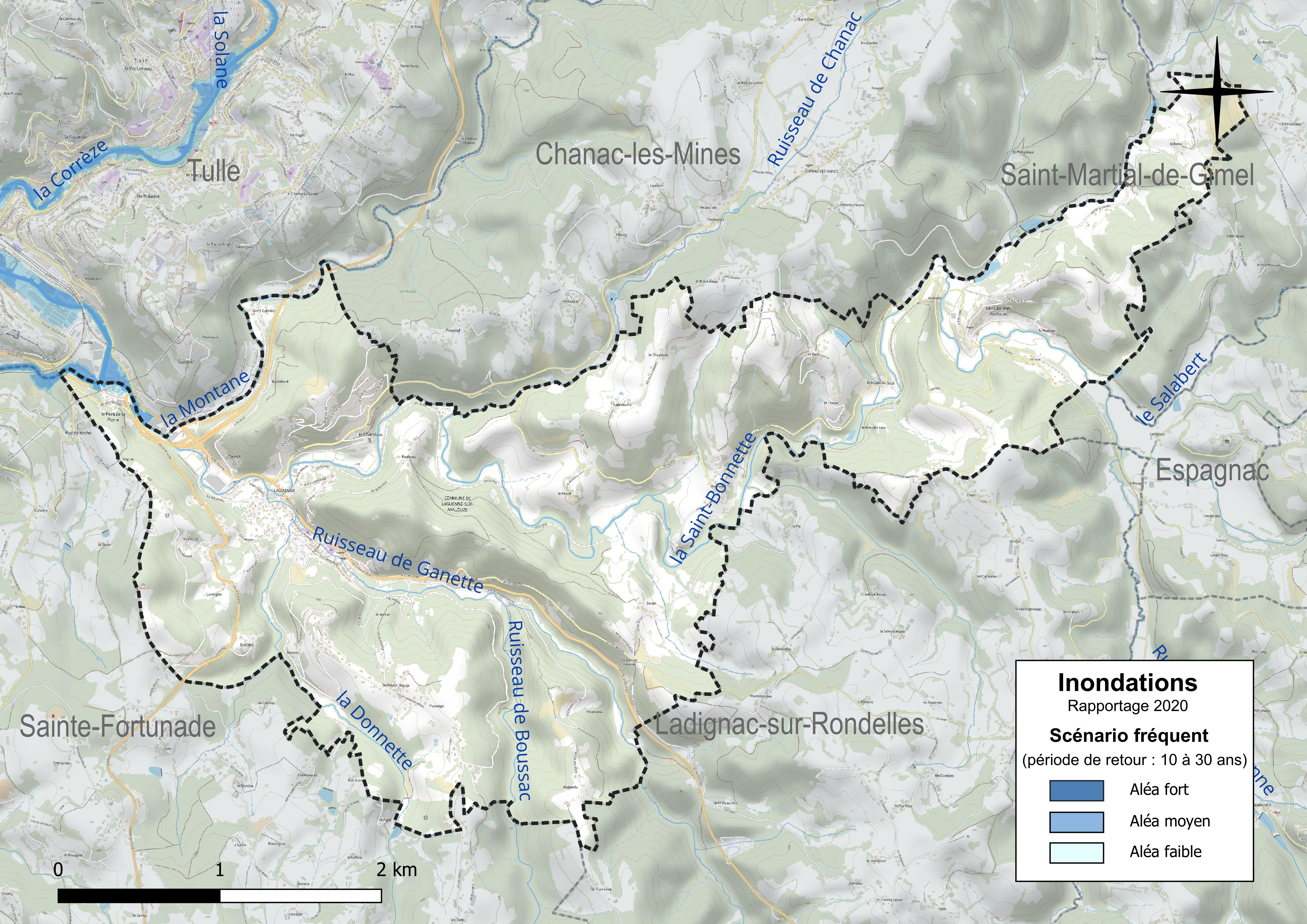
Carte de la zone inondable de la commune définie pour le scénario fréquent, dans le territoire à risque important d’inondation (TRI) Tulle-Brive.

La commune fait partie du territoire à risques importants d'inondation (TRI) de Tulle-Brive, regroupant 20 communes concernées par un risque de débordement de la Corrèze et de la Vézère (17 dans la Corrèze et trois dans la Dordogne), un des 18 TRI qui ont été arrêtés le 11 janvier 2013 sur le bassin Adour-Garonne. Des cartes des surfaces inondables ont été établies pour trois scénarios : fréquent (crue de temps de retour de 10 ans à 30 ans), moyen (temps de retour de 100 ans à 300 ans) et extrême (temps de retour de l'ordre de 1 000 ans, qui met en défaut tout système de protection). La commune a été reconnue en état de catastrophe naturelle au titre des dommages causés par les inondations et coulées de boue survenues en 1982, 1999, 2001 et 2018,. Le risque inondation est pris en compte dans l'aménagement du territoire de la commune par le biais du plan de prévention des risques (PPR) inondation « Corrèze amont », approuvé le 9 octobre 2006.

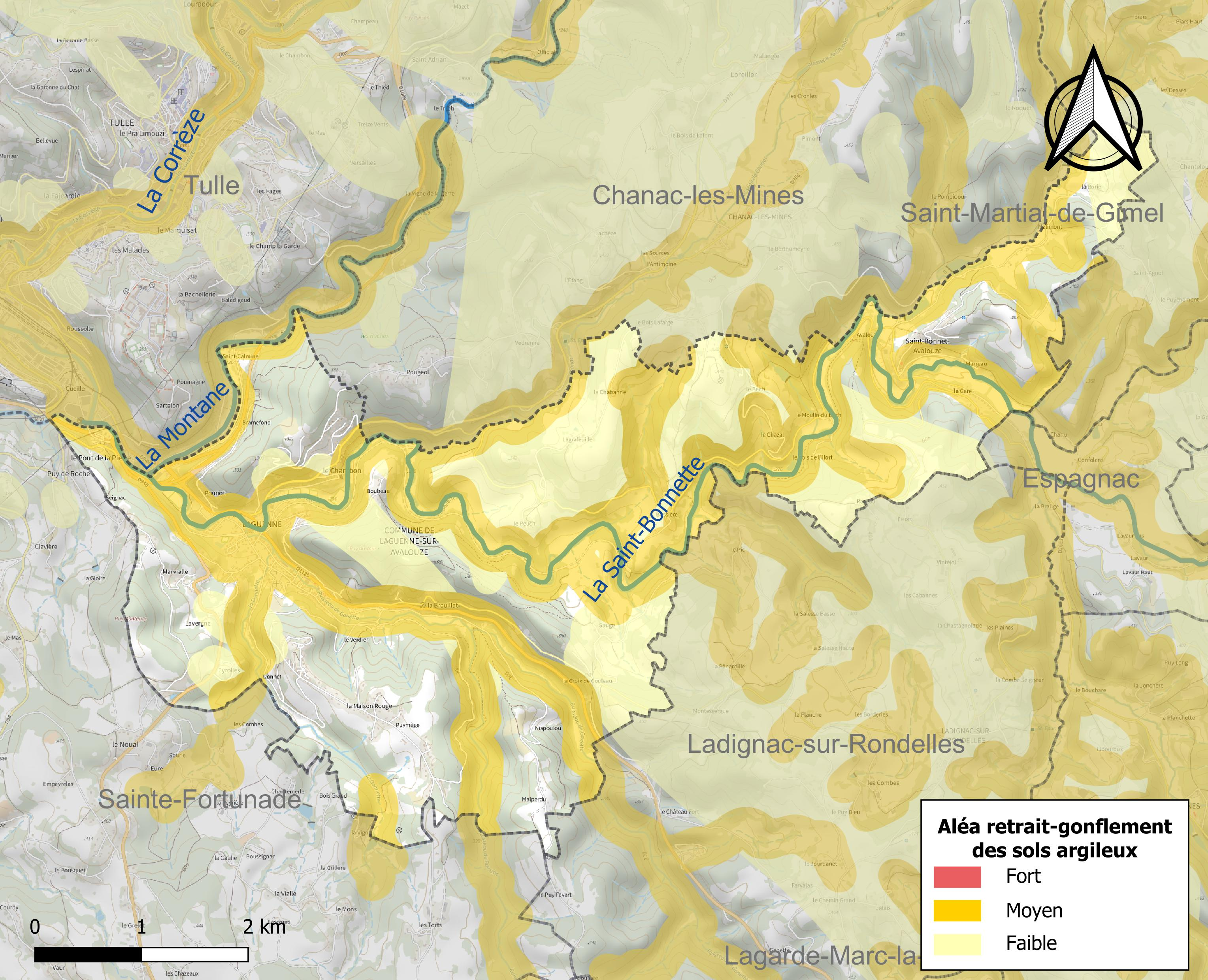
Carte des zones d'aléa retrait-gonflement des sols argileux de Laguenne-sur-Avalouze.

La commune est vulnérable au risque de mouvements de terrains constitué principalement du retrait-gonflement des sols argileux. Cet aléa est susceptible d'engendrer des dommages importants aux bâtiments en cas d’alternance de périodes de sécheresse et de pluie. 48,2 % de la superficie communale est en aléa moyen ou fort (26,8 % au niveau départemental et 48,5 % au niveau national). Sur les 645 bâtiments dénombrés sur la commune en 2019,  371 sont en aléa moyen ou fort, soit 58 %, à comparer aux 36 % au niveau départemental et 54 % au niveau national. Une cartographie de l'exposition du territoire national au retrait gonflement des sols argileux est disponible sur le site du BRGM,.
Concernant les feux de forêt, aucun plan de prévention des risques incendie de forêt (PPRIF) n’a été établi en Corrèze, néanmoins le code de l’urbanisme impose la prise en compte des risques dans les documents d’urbanisme. Le périmètre des servitudes d'utilité publique et des zones d'obligation légale de débroussaillement pour les particuliers est quant à lui défini pour la commune dans une carte dédiée.
Concernant les mouvements de terrains, la commune a été reconnue en état de catastrophe naturelle au titre des dommages causés par des mouvements de terrain en 1999.

#### Risque particulier
Dans plusieurs parties du territoire national, le radon, accumulé dans certains logements ou autres locaux, peut constituer une source significative d’exposition de la population aux rayonnements ionisants. Certaines communes du département sont concernées par le risque radon à un niveau plus ou moins élevé. Selon la classification de 2018, la commune de Laguenne-sur-Avalouze est classée en zone 2, à savoir zone à potentiel radon faible mais sur lesquelles des facteurs géologiques particuliers peuvent faciliter le transfert du radon vers les bâtiments.

## Histoire
La commune est créée au 1er janvier 2019 par un arrêté préfectoral du 5 novembre 2018. Son chef-lieu est fixé à la mairie de Laguenne.

## Politique et administration

### Liste des maires
| Période      | Période  | Identité          | Étiquette | Qualité                                                                                                 |
| ------------ | -------- | ----------------- | --------- | --- |
| janvier 2019 | en cours | Roger Chassagnard | PS        | Ancien maire de Laguenne (1986-2018) Conseiller départemental du Canton de Sainte-Fortunade (2015-2021) |

### Communes déléguées
| Nom                   | Code Insee | Intercommunalité | Superficie (km2) | Population (dernière pop. légale) | Densité (hab./km2) |
| --------------------- | ---------- | ---------------- | ---------------- | --------------------------------- | ------------------ |
| Laguenne (siège)      | 19101      | CA Tulle Agglo   | 7,01             | 1 329 (2016)                      | 190                |
| Saint-Bonnet-Avalouze | 19185      | CA Tulle Agglo   | 5,14             | 221 (2016)                        | 43                 |

## Population et société

### Démographie
L'évolution du nombre d'habitants est connue à travers les recensements de la population effectués dans la commune depuis sa création.

En 2022, la commune comptait 1 565 habitants, en évolution de +0,97 % par rapport à 2016 (Corrèze : −0,59 %, France hors Mayotte : +2,11 %).
| 2016  | 2021  | 2022  |
| ----- | ----- | ----- |
| 1 550 | 1 553 | 1 565 |

## Culture locale et patrimoine

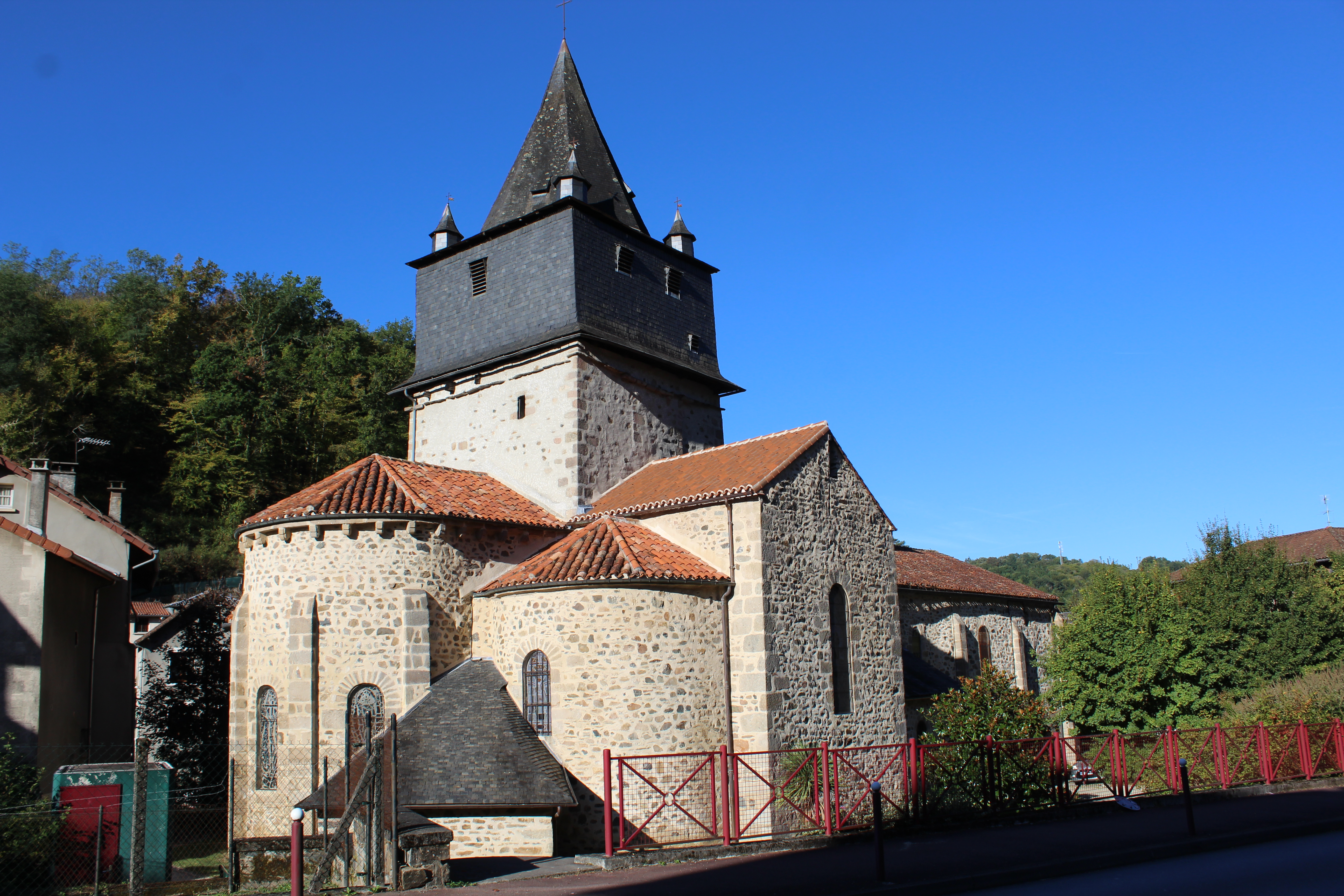
Église Saint-Calmine

### Lieux et monuments
- Église Saint-Calmine de Laguenne. Le transept avec le clocher qui le surmonte ainsi que l'abside et les absidioles ont été inscrits au titre des monuments historique en 1976[26].